# Las mujeres trabajadoras en la España franquista
Las mujeres trabajadoras en la España franquista se enfrentaron a altos índices de discriminación. El final de la Guerra civil española supuso un retorno de los roles de género tradicionales en el país. Éstos fueron impuestos por el régimen mediante leyes que regulaban el trabajo de la mujer fuera del hogar y la vuelta del Código Civil de 1889 y la antigua Ley de Enjuiciamiento Criminal, que trataba a las mujeres como jurídicamente inferiores a los hombres. Durante la década de 1940, las mujeres afrontaron muchos obstáculos para incorporarse a la población activa, como las sanciones económicas por trabajar fuera de casa, la pérdida del empleo al casarse y las pocas ocupaciones legalmente disponibles.
El panorama económico de España empezó a cambiar en la década de 1950, y había más presión económica para que las mujeres entraran en el mercado laboral. Algunos grupos, como Sección Femenina y Falange Española Tradicionalista y de las Juntas de Ofensiva Nacional Sindicalista (FET y de las JONS), respondieron a esto ofreciendo a las mujeres servicios de cuidado infantil en un contexto limitado. Los trabajos cualificados, como la enfermería, estaban muy condicionados por el género, y hombres y mujeres recibían una formación diferenciada. En la década de 1960 España experimentó una transformación cultural y económica, y la legislación intentó ponerse al día lentamente. Las reformas incluyeron más oportunidades para las mujeres en el sector público y que ya no se les permitiera ser despedidas por estar casadas. En 1970 se produjeron más reformas legales, aunque las oportunidades profesionales de las mujeres en campos como la medicina siguieron siendo limitadas.

## Historia (1939–1975)

### La España franquista de los años 30
La legislación durante la dictadura de Francisco Franco con respecto a las mujeres supuso un enorme revés para los avances políticos y sociales conseguidos durante la Segunda República española, ya que pretendía imponer el modelo tradicional de familia católica basado en la total subordinación de la mujer al marido. Redujo a las mujeres a su lugar en el hogar. La Carta Laboral de 1938 proclamó cambios para "liberar a la mujer casada del taller y de la fábrica". Esto obstaculizó su acceso a la educación y a la vida profesional, y abolió o restringió sus derechos tanto en el ámbito público como en el privado. Un ejemplo fue el regreso al Código Civil de 1889 y a la antigua Ley de Procedimiento Penal, que sancionaba la inferioridad jurídica de la mujer. Las mujeres, que habían estado tras las líneas republicanas durante la Guerra civil española, se encontraron excluidas de una serie de profesiones simplemente por el lugar donde habían vivido. Entre ellos se incluían puestos en la función pública, puestos docentes, periodismo y las organizaciones profesionales.
La Ley de Subsidios Familiares de 1938 tuvo un impacto negativo en la posibilidad de las mujeres para trabajar. A finales de 1939,  no podían registrarse como trabajadoras en las oficinas de empleo a menos que, como cabezas de familia, su situación económica las obligara a ello.

### Década de 1940
Se ponían numerosos obstáculos para que pudieran optar a un empleo, especialmente a las casadas, y se restringía su inscripción en los registros de colocación, exigiendo la autorización del marido para ser contratada. Por añadidura, numerosas ordenanzas laborales estipulaban que, en cuanto contrajera matrimonio, debía abandonar su puesto de trabajo, siendo compensada con una dote. La llamada "Familia Plus", establecida en 1945, era una ayuda económica cuyo fin era fortalecer la familia y su tradición cristiana, sociedad perfecta y fundamento de la Nación. Además, la ley impedía el acceso de las mujeres a amplios sectores de la administración pública, especialmente a puestos superiores. No se les permitía ser abogadas del Estado, juezas, fiscales, diplomáticas, registradoras de la propiedad, notarias, inspectoras de trabajo, agentes de cambio o empleadas de la bolsa de valores. Tampoco podían acceder a ningún empleo relacionado con el ejército alegando que debían ser protegidas de la guerra.
Sin embargo, estas medidas no podían impedir que trabajaran, por "razones obvias de subsistencia familiar", pero siempre con salarios inferiores a los hombres, entre un 30 y un 50% menos. También participaron en conflictos laborales que, según un delegado provincial de la Organización Sindical Española (Sindicato Vertical), “por razones de su sexo y forma especial de reaccionar, es muy difícil convencerlas con razones, o discutirlas con argumentos”.
En la década de 1940, se les prohibió ejercer una serie de profesiones, pues su principal trabajo era ser ama de casa. Se les impidió ejercer como abogadas o juezas o desempeñar funciones dentro del Ministerio de Justicia. En España se expulsaba regularmente a los profesores de las aulas por diferentes razones. En Valencia, entre ellas, impartir educación sexual o información sobre anticonceptivos. Las mujeres trabajadoras podrían recibir un salario 70% menor que el de los hombres que realizan exactamente el mismo trabajo.
La Ley de Regulación Laboral de 1942 establecía que las mujeres debían firmar un documento de baja voluntaria en el plazo de un mes tras contraer matrimonio que les hacía perder su puesto de trabajo.  Después tenían que esperar dos años antes de poder reincorporarse a la vida laboral y sólo si contaban con el permiso de su marido. La Ley de Contratos Laborales de 1944 supuso que las mujeres necesitaban el permiso de sus maridos antes de poder firmar un contrato de empleo. Esta ley también tenía una cláusula que decía que para trabajar en el sector industrial o comercial,  necesitaban tener prueba de que habían sido vacunadas y una nota del médico que dijera que no tenían una enfermedad contagiosa. No existía un requisito similar para los hombres. La ley Plus de Cargas Familiares de 1945 tuvo un impacto negativo en la capacidad de las mujeres para trabajar.
Debido a las restricciones del mercado laboral relacionadas con el matrimonio, la gran mayoría de las mujeres trabajadoras tenían entre 15 y 25 años. Gran parte trabajaban como empleadas domésticas o en comercios. La mayoría tenían como empleo oficial registrado el de "ama de casa",  aunque realizaran labores domésticas dentro de sus casas para clientes externos, como lavar la ropa o coser. Las que realizaban trabajos agrícolas a menudo aparecían catalogadas también como "amas de casa". Su presencia en la agricultura se mantuvo prácticamente sin cambios desde el período anterior a la Segunda República. En el sector industrial se concentraron principalmente en la industria textil. Y en el sector servicios ocuparon sobre todo puestos de vendedoras y maestras de escuela primaria. Muchas tenían condiciones laborales precarias. En 1942 una costurera media ganaba 6,74 pesetas al día. La trabajadora agrícola media ganaba 7,08 pesetas al día. Las matronas ganaban entre 40 y 525 pesetas por cada parto que atendían.
En la década de 1940, representaban sólo el 15% de los trabajadores en la industria y el 23% en el sector de servicios, que incluía a las empleadas domésticas. La falta de empleo en la década de 1940 también generó resentimiento masculino contra ellas, ya que creían que les robaban el trabajo e interferían con su derecho a trabajar. Esto se relaciona con que las mujeres eran susceptibles a recibir salarios más bajos o a aceptar trabajos ocasionales.
Las mujeres que trabajaban tenían una doble carga, se esperaba que mantuvieran el hogar y cuidaran de su descendencia además de trabajar fuera del hogar. Las mujeres casadas con niños pequeños a menudo presentaban altos índices de absentismo en trabajos de tiempo completo con jornadas de ocho o nueve horas.  Las mujeres jóvenes, solteras y sin hijos tenían tasas de absentismo más bajas. Las casadas que tuvieron éxito en el mercado laboral durante las décadas de 1940, 1950 y 1960 no solían ser conscientes de su propio privilegio, y a menudo se mostraban poco comprensivas con otras mujeres con una doble carga. En la década de 1940, las mujeres trabajadoras eran degradadas y devaluadas por otras personas que no simpatizaban con su situación económica y trataban de imponer su creencia de que debían quedarse en casa.

#### Trabajos relacionados con la medicina
Una de las diferencias entre la enfermería como profesión en España y en los países anglosajones era que esta última tenía profundas raíces en el movimiento feminista. Este no era el caso en España, donde la enfermería se consideraba un peldaño inferior en la jerarquía médica española. Incluso frente a programas internacionales como el de la Cruz Roja y la visita de profesionales médicos del extranjero, la medicina española se resistía a hacer menos sexista su jerarquía y sus prácticas docentes. Hombres y mujeres recibían una formación diferente para las mismas funciones, ya fuera matrona, enfermera o médica. La formación de las féminas se centraba en mantener la virtud de la mujer y en su supuesto intelecto inferior. En la España franquista, las enfermeras eran tratadas como cuidadoras, mientras que los enfermeros eran tratados como sanitarios. Esto era el resultado de los prejuicios de género en la enseñanza y el concepto de conocimiento científico que poseía cada género, especialmente en el contexto médico. Los cuidados se centraban más en el hogar, mientras que la curación se realizaba fuera de él.
Dado que las matronas parecían participar en el intercambio de conocimientos sobre el aborto y los anticonceptivos y en la práctica de abortos, la comunidad científica española, dirigida por hombres, intentó marginar a estas mujeres. La profesionalización de la medicina contribuiría a relegar aún más la importancia de las matronas en España. Otros intentos de desbancar a las comadronas del proceso del parto incluyeron acusarlas de brujería y charlatanería, tratando de hacerlas parecer poco científicas. Todo ello formaba parte de un esfuerzo médico y científico de carácter eugenésico para reducir el número de abortos en España.

### Década de 1950
La situación de las mujeres comenzó a cambiar en la década de 1950 y especialmente en la de 1960 como resultado de las transformaciones económicas y sociales que tuvieron lugar en esos años. Propició un aumento progresivo del trabajo asalariado legal de éstas, así como un mayor acceso a los niveles medio y superior de la educación. Todo ello supuso cambios en las propias estructuras familiares, el aumento de la presencia de la mujer en los ámbitos públicos y una mayor difusión de modelos alternativos sobre la condición femenina, que contrastaban claramente con los valores fomentados por el enfoque oficial franquista. No fue hasta la posterior escasez de mano de obra cuando cambiaron las leyes en torno a las oportunidades de empleo para las mujeres. Las leyes aprobadas en 1958 y 1961 ofrecían una oportunidad muy limitada, pero una oportunidad al fin y al cabo, para que realizaran trabajos no domésticos fuera del hogar.

Sección Femenina y Falange proporcionaron servicios de cuidado infantil durante las décadas de 1950 y 1960 a las mujeres que trabajaban en el sector agrícola. Su participación oficial en esta industria rondaba el 5,5%, pero la participación informal era mucho mayor, lo que generaba la necesidad de cuidado infantil.

#### Trabajos relacionados con la medicina
La creación de la figura laboral Ayudante Técnico Sanitario (ATS) en 1952 aumentó la desigualdad de género en el campo médico. A diferencia de los hombres, las mujeres que se inscribían en los programas ATS debían alojarse en la escuela mientras que los hombres podían viajar hasta allí para asistir a sus clases. A ellas se les instruía a partir de un curso llamado Enseñanzas del hogar mientras que el equivalente masculino era Autopsia Médico-Legal.

#### Servicio
Muchas empleadas domésticas se enfrentaban a un acoso sexual del que no podían escapar, y a veces sufrieron agresiones sexuales. Se quedaban embarazadas y se veían obligadas a dejar su trabajo. Los hombres también las chantajeaban por estas relaciones. Como muchas eran solteras, cuando se descubrían las relaciones, incluso las que eran fruto de la violencia, eran despedidas por estar implicadas. Esto las dejaba en la indigencia. Muchas recurrían a la prostitución porque no encontraban otra fuente de ingresos.

### Década de 1960
Las innovaciones tecnológicas de los años 1950 y 1960 impulsaron a muchas mujeres a incorporarse al mercado laboral en un momento en el que la economía española estaba experimentando una transformación radical.
Un cambio en la ley el 22 de julio de 1961 facilitó que las mujeres pudieran conseguir empleo en el sector público. A pesar de que existían leyes menos estrictas, aún enfrentaban muchas restricciones, incluida la necesidad de que sus maridos aprobaran su trabajo antes de permitirles firmar un contrato de trabajo. La Ley de Derechos Políticos de 1961 fue apoyada por la Sección Feminina. Esto dio a las mujeres en la fuerza laboral derechos adicionales de los que anteriormente carecían al reconocer la importancia de su trabajo. Esta ley estipula el derecho a que las mujeres solteras reciban un salario igual al de sus pares hombres que trabajen en el mismo puesto de trabajo. Pilar Primo de Rivera comentó: «La ley, más que feminista, al contrario, apoya lo que los hombres pueden dar a las mujeres como el vaso vacío. ¿Por qué, si no, querríamos que el salario del hombre fuera lo suficientemente remunerativo como para que las mujeres, sobre todo las casadas, no tuvieran que trabajar por necesidad? Les aseguro que si la vida familiar estuviera suficientemente dotada, el 90% de las mujeres no trabajarían. Para nosotras, es mucho más conveniente y deseable tener todos los problemas resueltos. Pero hay muchas familias, no solo en España, sino en todo el mundo, que no pueden prescindir del trabajo de las mujeres, precisamente porque así se aseguran los recursos suficientes para el cuidado y la educación de sus hijos, el objetivo primordial del matrimonio».
En 1961 se prohibió la discriminación laboral por razón de sexo, con excepciones para la judicatura, las fuerzas armadas y la marina mercante. Las reformas también garantizaron legalmente a las mujeres el mismo salario que a los hombres. En ese año, el 4% de las mujeres españolas de entre 16 y 65 años describían su ocupación como escritora profesional. Esta descripción ocupacional incluía tanto escritores de ficción como de no ficción, novelistas románticos y periodistas de periódicos.
Hasta 1962, se veían obligadas a abandonar el mercado laboral cuando se casaban. A cambio de ello, recibieron una pequeña compensación económica. Una reforma legal de 1963 significó que los empleadores ya no podían despedir a las mujeres por estar casadas. Sin embargo, la ley todavía requería que tuvieran el permiso de su marido antes de comenzar a trabajar. En 1966, la ley fue modificada para permitir que fueran magistradas, juezas y fiscales. El 27 de octubre de 1967 se dictó un decreto que apoyaba el principio de igualdad de remuneración por trabajo igual.
Los sindicatos no estaban permitidos oficialmente en la España franquista, con la excepción de las organizaciones sindicales dirigidas por Falange. Éstas solían atraer a pocas mujeres. Comisiones Obreras (CCOO) desempeñó un papel fundamental en el posicionamiento del PCE como principal organizador sindical y actor clave de la oposición durante el franquismo. CCOO también atraería a activistas comunistas críticas contra el régimen.

### 1970-1975
En 1970, sólo el 4,4% de todos los médicos eran mujeres. Un decreto de 20 de agosto de 1970 introdujo una nueva legislación sobre el permiso de maternidad.  Las embarazadas pueden dejar de trabajar sin penalización durante un periodo de entre uno y tres años. Otras normas que cambiaron a raíz de este decreto fueron la eliminación de la discriminación de género durante los periodos de aprendizaje. Otro cambio fue que las mujeres trabajadoras podían continuar con su empleo después de casarse o podían rescindir su contrato anticipadamente pagando una dote compensatoria.